# Edith Schultze-Westrum
Edith Schultze-Westrum, de son nom complet Edith Käthe Elisabeth Schultze-Westrum, souvent orthographié Schulze-Westrum, (née le 30 décembre 1904 à Cassel (Mayence); morte le 20 mars 1981 à Munich) est une actrice allemande de cinéma, télévision et radio, qui a souvent travaillé dans le doublage.

## Biographie
Elle est la plus jeune de trois frères et sœurs nés de l'oberleutnant Karl August Siegmund Schultze et de son épouse Else Hulda Mathilde Schultze, née Westrum. Par décret du président du gouvernement à Stralsund du 3 juillet 1917, Edith a pu prendre le nom de famille Schultze-Westrum. Elle a passé son enfance à Ulm et plus tard à Berlin et Greifswald, où elle a également fait son lycée. Quand en 1914, commence la Première Guerre mondiale, son père est enrôlé et meurt dès la première année de la guerre, en Flandre.
Après avoir réussi son diplôme, elle se rend chez un cousin, professeur d'anatomie, à Munich. Celui-ci lui trouve une place de laborantine en anatomie. Mais la jeune Edith se sent attirée par le théâtre. En 1926, elle monte sur les planches pour la première fois en tant Kriemhild dans les Nibelungen devant des étudiants de Munich. Comme étudiante, elle assiste à des conférences sur l'élocution et prend des leçons particulières de théâtre.
Dès 1927, elle est engagée comme débutante par Otto Falckenberg aux Kammerspiele (Munich). Elle joue en 1928 Henriette, la femme de chambre dans Lulu d'après L'Esprit de la terre (de) de Frank Wedekind. Elle assure un rôle de ce type dans une vingtaine d'autres mises en scène. Il faut un certain temps jusqu'à ce qu'elle obtienne un rôle plus important, mais elle devient bientôt une actrice célèbre, et reconnue des critiques.
En 1935, elle passe une longue période sous le boisseau, pour avoir critiqué le régime nazi et pris position en faveur de ses amis juifs. Elle est cependant de nouveau employée par Otto Falckenberg au Théâtre d'État de Bavière à Munich.
Jusqu'à la fin de la guerre, elle n'avait joué que dans un long métrage (Kiki, 1932). Dans les premières années d'après-guerre, elle part en tournées et travaille comme actrice de doublage, elle écrit des textes pour des films étrangers et monte sa propre régie, avant d'être de nouveau embauchée dans les Kammerspiele et dans la compagnie « kleine Komödie ». À partir de 1948, elle est actrice indépendante. Ses rôles les plus célèbres au théâtre sont : la mère Wolfen dans La Peau de castor : comédie de voleurs, de Gerhart Hauptmann, en particulier au Théâtre d'État de Hanovre (de), Selma Knobbe dans Les Rats du même Hauptmann et Mme Evans dans Étrange Interlude d'Eugene O'Neill.
Comme actrice de doublage, elle a prêté sa voix entre autres à Dolores del Rio (Les Rôdeurs de la plaine), Julia Faye (Samson et Dalila), Ruth Nelson (Humoresque), Janet Beecher (Le Signe de Zorro) et Aline MacMahon (Le Seigneur d'Hawaï).
Sa carrière cinématographique commence vraiment en 1948. Dans son premier film d'après-guerre, Die Zeit mit dir, elle joue une assistante sociale ; un an plus tard, l'épouse Berowska dans Tragödie einer Leidenschaft. Elle joue souvent dans des rôles similaires, incarnant une mère, comme dans L'Ombre de l'étoile rouge, ou Le Pont de Bernhard Wicki. En 1961, elle joue aux côtés de Gert Fröbe un premier rôle féminin (la mère Lauretz) dans Via Mala.
Bientôt, elle joue également à la télévision : elle y apparaît dans de nombreux rôles très divers, y compris dans la visite de la série télévisée Tournee - Ein Ballett tanzt um die Welt, où elle incarne tante Anna, l'un des rôles principaux. Elle a le rôle principal dans Schwester Bonaventura, avec Hilde Krahl, Mario Adorf et Horst Tappert. En 1962, elle joue le premier rôle féminin dans l'adaptation télévisée de Seul dans Berlin de Hans Fallada sous la direction de Falk Harnack, avec comme partenaires Alfred Schieske, Anneli Granget, Hartmut Reck et Werner Peters. En 1965, elle a le rôle principal du film Das Haus in der Karpfengasse du réalisateur Kurt Hoffmann, produit en deux versions, l'une dans une version théâtrale et l'autre dans une version télévisée en trois parties, qui a été primée aux Deutscher Filmpreis de 5 Filmband in Gold.
En outre, elle est dans plusieurs pièces radiophoniques, par exemple en 1958 dans la pièce de science-fiction L'heure de tussilage de Günter Eich et en 1967 sous la direction de Dieter Munck dans le rôle-titre de Les Fusils de la mère Carrar, d'après Bertolt Brecht, avec comme partenaires Charles Paryla et Grete Wurm.

### Vie familiale
Elle a été mariée pendant 5 ans (1940–1945) avec le producteur de film Toni Schelkopf et a eu deux enfants de cette union, Regine et Thomas. Elle a vécu ensuite une autre relation avec Paul Verhoeven.
Au milieu des années 1950, amatrice de jardinage, elle achète une maison à Pullach ; elle transmet cet amour de la nature à son fils Thomas Schultze-Westrum, connu comme zoologiste et cinéaste de la faune.
Elle meurt à 76 ans à Munich le 20 mars 1981 des suites de la maladie de Parkinson dont elle souffrait depuis un certain temps. Elle est enterrée dans le cimetière de la forêt Solln (n°. 16-W-24).

## Récompenses
- 26 juin 1960 Deutscher Filmpreis de meilleure actrice dans un second rôle dans Le Pont (1959)

## Filmographie
- 1932 : Kiki - Der Lebensweg einer kleinen Choristin
- 1948 : Die Zeit mit dir : Assistante sociale
- 1949 : Tragödie einer Leidenschaft : Mme Berowska
- 1949 : Heimliches Rendezvous : Mlle Diethof
- 1949 : Verspieltes Leben : Elisabeth von Kanzler
- 1950 : Vom Teufel gejagt (de) : sœur Grete
- 1951 : Das ewige Spiel
- 1952 : Gefangene Seele
- 1952 : Haus des Lebens : Josepha Spratt
- 1952 : Die große Versuchung : Mme Riebold
- 1953 : Zwerg Nase (film, 1953) : sorcière
- 1953 : Ich und Du (de) : la mère Erdmann
- 1954 : Ça commence par un péché (Am Anfang war es Sünde) : mère de Rosalia
- 1954 : Liebe und Trompetenblasen : Mme von Barro
- 1954 : La Peur
- 1954 : Der dunkle Stern (de) : Mme Lechner
- 1954 : Sauerbruch – Das war mein Leben : secrétaire de Sauerbruch
- 1955 : 08/15 rentre chez lui : Mme Brahm
- 1955 : Ein Weihnachtslied in Prosa (téléfilm)
- 1956 : Weil du arm bist, mußt du früher sterben (de)
- 1956 : Vergiß wenn du kannst – Sag nicht addio : Kekki, lappone
- 1956 : Wo war David Preston : Mme Preston
- 1956 : Santa Lucia (de) : tante Rosa
- 1957 : Immer wenn der Tag beginnt (de) : Mme Kleinschmidt, mère de Hans'
- 1957 : La ragazza della salina : mère de Piero
- 1958 : Mein Mädchen ist ein Postillion (de)
- 1958 : Schwester Bonaventura : sœur Joséphine
- 1958 : Dorothea, La fille du pasteur (Dorothea Angermann) : Mme Lüders
- 1959 : L'Ombre de l'étoile rouge : la mère Reiser
- 1959 : Le Pont : la mère Bernhard
- 1959 : L'Amour, c'est mon métier (Die Wahrheit über Rosemarie – Glanz und Elend einer Verlorenen) : femme de ménage
- 1959 : Moral : Lina Beermann
- 1960 : Weit ist der Weg (de) : sœur Térésa
- 1960 : Am grünen Strand der Spree (de) 3e épisode : Preußisches Märchen: maman
- 1960 : Der Schlagbaum (téléfilm) : Maria
- 1960 : Les chacals meurent à l'aube (Soldatensender Calais') : Mme Schmitz, concierge
- 1961 : Familienpapiere (téléfilm) : Irma Segalas
- 1961 : Via Mala : la mère Lauretz
- 1961 : Die Stunde, die du glücklich bist : gouvernante
- 1962 : Willy (téléfilm) : grand-mère
- 1962 : Die Soldaten (téléfilm)
- 1962 : Jeder stirbt für sich allein (téléfilm) : Anna Quangel
- 1962: Tunnel 28 : la mère Schröder
- 1962 : Sherlock Holmes et le collier de la mort : Mme Hudson
- 1962 : Christelle et l'empereur : Julischka, la gouvernante des Paalen
- 1962 : Die Glocken von London (téléfilm) : Dorothy Chickenstalker
- 1963 : Meine Frau Susanne (série télévisée) : épisode Die Dauerwelle : la voisine Mme Vogelmann
- 1963 : Die fünfte Kolonne (de), 1re saison, 1er épisode : Es führt kein Weg zurück : Mme Kroger
- 1963 : Verführung am Meer (de)
- 1963 : Das unbrauchbare an Anna Winters (téléfilm) : Anna Winters
- 1964 : Lydia muss sterben (téléfilm) : Mme Doremus
- 1964 : Das Kriminalmuseum (série télévisée), épisode : Der Füllfederhalter : Johanna Mendelsohn
- 1964 : Ein Frauenarzt klagt an (de) : la mère Hartmann
- 1964 : Die reinsten Engel (téléfilm) : Mama
- 1965 : On murmure dans la ville
- 1965 : Das Haus in der Karpfengasse : la vieille Kauders
- 1965 : Die selige Edwina Black (téléfilm) : Ellen
- 1965 : Yerma (téléfilm) : vieille sceptique
- 1966 : Der Fall Jeanne d'Arc (téléfilm) : Isabelle d'Arc
- 1967 : Die Mission (téléfilm) : Mme Steiner
- 1969 : Der Tag der Tauben (téléfilm) : Angra
- 1970 : Dem Täter auf der Spur (série télévisée), épisode : Puppen reden nicht : Hélène Pournel
- 1970 : Tournee (série télévisée), six épisodes : : tante Anna
  - Ein Ballett tanzt um die Welt / Ballett-Gastspiel in Monte Carlo
  - Die Night-Stars gastieren in Portugal (1971) / Die Night-Stars in Marokko / Die Night-Stars an der Spree / Mallorca
- 1972 : Sonderdezernat K1 (de) (série télévisée), épisode : Vier Schüsse auf den Mörder : Mme Neuhaus
- 1972 : Der Amateur (téléfilm) : Mme Bork
- 1973 : Alle Menschen werden Brüder (en) : Mme Schermoly
- 1973 : Der Kommissar, épisode : Schwarzes Dreieck : Mme Kanietz
- 1975 : Paul Gauguin (téléfilm) : Jeanne Gloanec
- 1975-1976 : Inspecteur Derrick (série télévisée), 2 épisodes :
  - Paddenberg (1975) : dame des toilettes
  - Kalkutta (1976) : Mme Hofer
- 1976 : Sonntagsgeschichten (téléfilm) : Jeddy, cuisinière
- 1977 : Haus der Frauen (pl) (téléfilm)
- 1978 : Union der festen Hand (téléfilm) : Ella Risch
- 1979 : Wie Rauch und Staub (téléfilm) (d'après Aquis submersus de Theodor Storm)
- 1979 : Le Renard (série télévisée) – épisode Eine große Familie
- 1979 : Jauche und Levkojen (série télévisée)
- 1980 : Unter Verschluß (téléfilm)

## Radio
- 1954 : Zahlungsaufschub (Le retard de paiement - Anni Marble) – Régie : Willy Purucker (de)
- 1956 : Libellenbucht (La baie des libellules - la mère) – Régie : Heinz-Günter Stamm (de)
- 1957 : Macbeth, d'après William Shakespeare (1re sorcière) – Régie : Heinz-Günter Stamm
- 1957 : Ein Volksfeind (Un ennemi du peuple), d'après Henrik Ibsen (Johanna Stockmann) – Régie : Walter Ohm (de)
- 1957 : Egmont, d'après Johann Wolfgang von Goethe (la mère de la petite Claire) – Régie : Heinz-Günter Stamm
- 1958 : Guillaume Tell, de Friedrich Schiller (Armgard, paysanne) – Régie: Heinz-Günter Stamm
- 1958 : La Peau de castor : comédie de voleurs (de), d'après Gerhart Hauptmann (Mme Motes) – Régie : Walter Ohm
- 1958 : Squirrel oder Der Ernst des Lebens (Écureuil ou le poids de la vie - la mère) - Régie: Heinz-Günter Stamm
- 1958 : L'Heure du tussilage (de) (de Günter Eich - 1re version) (Mme Schirmer) – Régie : Fritz Schröder-Jahn (de)
- 1959 : Stützen der Gesellschaft (Piliers de la société), d'après Henrik Ibsen (Martha Bernick) – Régie : Walter Ohm
- 1959 : Weiße Chrysanthemen (Chrysanthèmes blancs - Femme aux fleurs) – Régie : Hans Dieter Schwarze (de)
- 1959 : Le Chant de Bernadette (Louise Soubirous) – Régie: Heinz-Günter Stamm
- 1959 : Johannisfeuer (Feux de la saint-Jean - la Weszkalnene) – Régie : Heinz-Günter Stamm
- 1959 : Madame Aurélie oder Die Frau des Bäckers (Mme Aurélie ou la femme du boulanger - Miette Tonin) – Régie : Heinz-Günter Stamm
- 1960: Frau Violetts Träume (Frau Weiss) – Regie: Fritz Wilm Wallenborn
- 1960 : Katjuscha, d'après Tolstoï (Botschkowa) – Régie : Heinz-Günter Stamm
- 1960 : Durchgebrannt (Brûlée - Mary Finch) – Régie : Rolf von Goth (de)
- 1961 : Der Sonderfall (Le cas particulier - Maria Kohlhammer) – Régie : Axel Corti
- 1961 : Der große Fang (La grosse prise - Annie) – Régie : Fritz Benscher (de)
- 1962 : Menagerie (Mme Stätter) – Régie : Oswald Döpke
- 1962 : Le Pêcheur et sa femme, d'après les frères Grimm (Ilsebill) – Régie: August Everding (de)
- 1963 : Gespräch in Sizilien (Conversation en Sicile - Mme Concezione, mère) – Régie : Fritz Schröder-Jahn
- 1963 : Vor Sonnenuntergang (Avant le coucher du soleil), d'après Gerhart Hauptmann (Mme Peters) – Régie : Heinz-Günter Stamm
- 1963 : Anruf (Appel - belle-mère) – Régie : Paul Pörtner
- 1964 : Faust - Vierter Abend (Quatrième soirée), d'après Johann Wolfgang von Goethe (Sorge) – Régie : Otto Kurth (de)
- 1964 : Sie brauchen mehr als die anderen (Vous avez plus besoin que l'autre - Mlle Bugenot) – Régie : Oswald Döpke
- 1964 : Ein kurzer Aufenthalt (Un court séjour - Mme Hilpert) – Régie : Ulrich Lauterbach (de)
- 1964 : Die Schaukel in der Trauerweide (La balançoire dans le saule pleureur - la mère) – Régie : Oswald Döpke
- 1965 : In den Staubkammern (Dans les chambres à poussière - Vieille nonne) – Régie : Gert Westphal (de)
- 1965 : Wirklich schade um Fred (Vraiment dommage pour Fred - Mme Pringle) – Régie : Oswald Döpke
- 1965 : Rabentage (Jour des corbeaux - Tante Lisa) – Régie : Hermann Wenninger
- 1965 : Die Parasiten – Régie : Hermann Wenninger
- 1965 : Mathilde Möhring, d'après Theodor Fontane – Régie: Rudolf Noelte
- 1967 : Les Fusils de la mère Carrar, d'après Bertolt Brecht (la mère Carrar) – Régie: Dieter Munck
- 1967 : Hohe Krankheit (Grosse maladie - la mère) – Régie : Josef Melc
- 1969 : Übergang (Transition - Anna Gürlich) – Régie : Rolf von Goth
- 1969 : Träume (Rêves) – Régie : Peter Michel Ladiges (de)
- 1969 : Dieses unmenschliche Haus (Cette maison inhumaine - la concierge) – Régie : Raoul Wolfgang Schnell (de)
- 1969 : Rachels Lied (Le chant de Rachel - une acheteuse) – Régie : Peter Michel Ladiges
- 1971 : Zeus und Genossen (Zeus et compagnie - Héra, mère des dieux) – Régie : Andreas Weber-Schäfer
- 1973 : Portrait einer dicken Frau (Portrait d'une grosse femme - la grosse femme) – Régie : Mathias Neumann (de)
- 1974 : Väter und Söhne (Pères et fils), d'après Ivan Tourgueniev (la mère) – Régie : Gert Westphal
- 1974 : Gerechtigkeitsfabrik (Usine de la justice - vieille dame) – Régie : Günther Sauer (de)
- 1975 : Ein Hund namens Hegel (Un chien nommé Hegel - Mme Feder) – Régie : Heiner Schmidt (de)
- 1977 : Niemand hört den Hilferuf (Personne n'entend l'appel à l'aide - vieille dame) – Régie : Werner Klein
- 1977 : Ich möchte, ich möchte die Welt (Je veux, je veux que le monde... - tante) – Régie : Hans Gerd Krogmann (de)
- 1978 : Im Affenparadies (Dans le paradis des singes - Oma) – Régie : Hartmut Kirste
- 1980 : Unordentliche Zeiten (Sale époque - la mère) – Régie : Ludwig Cremer (de)
- 1981 : Voyage au centre de la Terre d'après Jules Verne (Martha, gouvernante du Prof. Lidenbrock) – Régie: Werner Simon